# Пустынников, Николай Николаевич
Николай Николаевич Пустынников (17 декабря 1913, Санкт-Петербург — 8 апреля 2007, Тихвин) — советский и российский шашист, шашечный композитор, международный гроссмейстер (шашки), заслуженный тренер России.
В 16 лет он стал победителем в конкурсе решений, который проводила газета «Ленинские искры». Начал составлять сам, остановившись на таком жанре шашечной композиции, как задачи. Первые позиции ленинградского школьника появились в печати в конце 1920-х гг. Одним из первых принялся за освоение стоклеточной доски. В 1933 году он как составитель задач получает 4 приза (из 6) в конкурсе, проведённом журналом «64».
Н. Н. Пустынников окончил Ленинградский медицинский институт.
Участник Великой Отечественной войны, был призван на фронт военврачом. Отправился на Ленинградский фронт со студенческой скамьи. В конце 1941 года был тяжело ранен. Работал в военных госпиталях блокадного Ленинграда, не раз отмечался наградами.
В 1951 году получил 1-й и 3-й призы на 1-м Всероссийском конкурсе по шашечной композиции.
В 1958 году Н. Н. Пустынникову одному из первых было присвоено звание мастера спорта СССР по шашечной композиции.
Н. Н. Пустынников написал две книги по заданной композиции: «Шашечные задачи» («Союзпечать», Ленинград, 1948) и «О шашечной композиции» (ФиС, 1951), с 1959 г. вел раздел в журнале «Шашки», с 1968 г. являлся постоянным консультантом по задачам в журнале «64—ШО».
Н. Н. Пустынникова называют «гением шашечной задачи».
С 1940-х гг. Николай Николаевич жил в г. Тихвине Ленинградской области, работал в районной больнице врачом-лаборантом до 82 лет.